# Mac OS X Snow Leopard
Mac OS X Snow Leopard (версия 10.6, она же OS X Snow Leopard) — седьмая основная версия macOS, настольной и серверной операционной системы Apple для компьютеров Macintosh. Snow Leopard был анонсирован 8 июня 2009 года на Всемирной конференции разработчиков Apple. Официальный релиз состоялся 28 августа 2009 года по всему миру. Операционную систему можно было приобрести на сайте Apple и в розничных магазинах всего за $29, что сделало её намного дешевле предыдущих версий ($129). Благодаря этому продажи Snow Leopard заметно превысили показатели предшественников. Выпуск Snow Leopard произошел примерно через два года после появления Mac OS X Leopard, что стало вторым по длительности интервалом между последовательными релизами Mac OS X (самым долгим был промежуток между Tiger и Leopard).
Главными целями Snow Leopard были повышение производительности, эффективности и уменьшение занимаемого системой объёма памяти. В отличие от предыдущих версий, Snow Leopard практически не предлагал новых функций, за что получил прозвище «операционной системы без новых функций». Его задача заключалась в оптимизации и доработке уже существующих технологий. Большая часть программного обеспечения была переписана для полного использования современных технологий Macintosh, таких как 64-битные вычисления и архитектура Cocoa. Появились новые программные фреймворки, например, OpenCL, позволяющий задействовать мощности графического процессора в приложениях.
Snow Leopard стал первым выпуском Mac OS X, отказавшимся от поддержки процессоров PowerPC. Таким образом, Apple окончательно переключилась на продукты на базе Intel. Поскольку в следующей версии, Mac OS X Lion, поддержка технологии Rosetta была прекращена, Snow Leopard остаётся последней версией macOS, способной запускать приложения, предназначенные для PowerPC.
20 июля 2011 года Snow Leopard сменила OS X Lion (версия 10.7). Долгое время Apple продолжала предлагать Snow Leopard в своём интернет-магазине для пользователей, желавших обновить систему до более свежих версий OS X. Snow Leopard также осталась последней версией, распространяемой преимущественно на оптических дисках, так как все последующие версии начали распространяться через Mac App Store. Snow Leopard поддерживала 32-битные процессоры Intel Core Solo и Intel Core Duo, что обеспечивало ей популярность среди пользователей даже после выхода последующих версий. Ещё одной особенностью Snow Leopard стало наличие приветственного видео при первом запуске после установки. Операционная система получила положительные отзывы за свою стабильность и производительность.

## Анонс
Впервые Mac OS X Snow Leopard была представлена публике 8 июня 2009 года на конференции WWDC 2009 Филом Шиллером.
После официального выхода, ОС стоила $129 для новых клиентов, $29 для пользователей Mac OS X Leopard и $9,95 для пользователей, купивших Mac с установленной Leopard в период с 8 июня по 26 декабря 2009 года.
Основное внимание разработчиков было сосредоточено на повышении производительности и удобства использования новой ОС. Большинство встроенных компонентов были переписаны и теперь поддерживают 64-битный режим.
Mac OS X Snow Leopard является первой версией Mac OS X, в которой прекращена поддержка архитектуры PowerPC: для использования ОС необходим компьютер с процессором Intel. Вместе с тем, программы, написанные для платформы PowerPC, все еще поддерживаются: для их запуска используется транслятор Rosetta, встроенный в Mac OS X.
Корпорация Apple официально объявила, что Mac OS X Snow Leopard поступит в продажу 28 августа 2009 года.. Это последняя версия Mac OS с архитектурой IA-32.

## Системные требования
- Компьютер Mac с процессором Intel
- 1 ГБ ОЗУ.
- 5 ГБ свободного места на жёстком диске или SSD-накопителе.
- DVD-привод, USB или Firewire для установки ОС.

## Лицензии
Как и предыдущие версии, Mac OS X 10.6 продавалась в нескольких вариантах, для каждого из которых предусмотрена своя часть в лицензионном соглашении (EULA):
- Лицензия на обновление
- Однопользовательская (Single User)
- Семейная (Family Pack) — для установки на 5 компьютеров

## Изменения
- GCD — диспетчер, распределяющий вычислительные возможности многоядерных процессоров.
- OpenCL — система, позволяющая использовать мощности графических процессоров для любых вычислений.
- Полностью 64-разрядная система и большинство её приложений.
- Возможность использовать до 32 гигабайт ОЗУ.
- Полная поддержка сервиса Microsoft Exchange.
- Улучшены возможности для использования компьютера людьми с ограниченными возможностями.
- Внешний вид ОС претерпел небольшие изменения.

## Хронология версий
- 10.6 Snow Leopard (Снежный леопард) Build 10A432 — 28 августа 2009 года
  - 10.6.1 Build 10B504 — 10 сентября 2009 года
  - 10.6.2 Build 10C540 — 9 ноября 2009 года
  - 10.6.3 Build 10D573 — 29 марта 2010 года.
  - 10.6.4 Build 10F569 — 15 июня 2010 года.
  - 10.6.5 Build 10H574 — 10 ноября 2010 года.
  - 10.6.6 Build 10J567 — 6 января 2011 года.
  - 10.6.7 Build 10J869 — 21 марта 2011 года.
  - 10.6.8 Build 10K540 — 23 июня 2011 года.

## Приложения
В состав операционной системы Snow Leopard входят следующие приложения:
Адресная книга, Automator, Mac App Store, Калькулятор, Шахматы, Dashboard, Словарь, DVD-плеер, Шрифты, Front Row, iCal, iChat, Захват изображений, iSync, iTunes, Mail, Photo Booth, Просмотр, QuickTime, Player, Safari, Заметки, Системные настройки, TextEdit, Time Machine, Mac App Store (Будет автоматически загружен в обновлении Mac OS X до версии 10.6.6).

### Служебные программы
- Мониторинг системы, AirPort-Утилита, Утилита AppleScript, Настройка Audio-MIDI, Обмен файлами по Bluetooth, Ассистент Boot Camp, Утилита ColorSync, Консоль, Колориметр DigitalColor, Дисковая утилита, Exposé, Снимок экрана, Grapher, Настройки Java, Связка ключей, Ассистент миграции, Сетевая утилита, Podcast Capture, Script Utility, RAID Utility, Редактор Script, Ассистент настройки, Spaces, Сведения о системе, Терминал, Утилита VoiceOver, X11.

## Основные технологии
Основные технологии поддерживаемые Mac OS X 10.6:
AppleScript, Aqua, Bonjour, Архитектура безопасности CDSA, Cocoa, Carbon и Java, ColorSync, Core Animation, Core Audio, Core Image, Core Video, Диспетчер Grand Central, H.264, Inkwell, OpenCL, OpenGL, PDF, Quartz Extreme, QuickTime X, 64-разрядные вычисления, Синхронизация, Unicode 5.1, Универсальный доступ, UNIX, поддержка периферийных устройств USB и FireWire, Xgrid.

### 64-битная архитектура
В Mac OS X Tiger была введена ограниченная поддержка 64-битных приложений на компьютерах с 64-битными процессорами. В Leopard эта поддержка была расширена, охватывая большинство библиотек и фреймворков Mac OS X.
В Snow Leopard большинство встроенных приложений были перестроены для работы с 64-битной архитектурой x86-64 (исключениями стали приложения iTunes, Front Row, Grapher и DVD Player). Эти приложения работают в 32-битном режиме на машинах с 32-битными процессорами и в 64-битном режиме на машинах с 64-битными процессорами.
Кроме того, ядро Mac OS X было перестроено для работы в 64-битном режиме на некоторых машинах. Такие машины поддерживают до 16 терабайт оперативной памяти. Новые модели Xserve и Mac Pro работают с 64-битным ядром по умолчанию, а новые iMac и MacBook Pro могут работать с ним, но не делают этого по умолчанию. Чтобы загрузить 64-битное ядро на этих машинах, нужно удерживать клавиши 6 и 4 на клавиатуре во время загрузки. Также можно изменить параметры в com.apple.Boot.plist, чтобы постоянно загружать 64-битную версию.
Стюарт Харрис, менеджер по маркетингу программных продуктов в Apple Australia, пояснил: «Большинство аспектов Mac, связанных с 64-битной архитектурой, включая приложения и операционную систему, станут 64-битными. Однако на данный момент существует немного элементов, таких как драйверы устройств, которые требуют 64-битного режима на уровне ядра».
С Mac OS X Snow Leopard только следующие компьютеры Apple работают или способны работать с 64-битным ядром:
| Продукт                         | Идентификатор модели        | Статус K64 в клиентской версии | Статус K64 на серверной версии |
| ------------------------------- | --------------------------- | ------------------------------ | ------------------------------ |
| Xserve начала 2008 года и позже | Xserve 2,1 и выше           | Способный                      | По умолчанию                   |
| Mac Pro начала 2008 г.          | Mac Pro 3,1                 | Способный                      | По умолчанию                   |
| Mac Pro начала 2009 г.          | Mac Pro 4,1                 | Способный                      | По умолчанию                   |
| Mac Pro середины 2010 г.        | Mac Pro 5,1                 | Способный                      | По умолчанию                   |
| MacBook Pro начала 2008 г.      | MacBook Pro 4,1             | Способный                      | Способный                      |
| MacBook Pro конец 2008 г.       | MacBook Pro 4,1 и 5,1       | Способный                      | Способный                      |
| MacBook Pro начала 2009 г.      | MacBook Pro 5,2             | Способный                      | Способный                      |
| MacBook Pro середины 2009 г.    | MacBook Pro 5,3 и 5,4 и 5,5 | Способный                      | Способный                      |
| MacBook Pro середины 2010 г.    | MacBook Pro 6,1 и 6,2 и 7,1 | Способный                      | Способный                      |
| MacBook Pro начала 2011 г.      | MacBook Pro 8,1 и 8,2 и 8,3 | По умолчанию                   | По умолчанию                   |
| iMac начала 2006 года и позже   | iMac 4,1 и выше             | Способный                      | Способный                      |
| Mac Mini середины 2010 г.       | Mac mini 4,1                | Способный                      | По умолчанию                   |
| Mac Mini середины 2011 г.       | Mac mini 5,1                | Способный                      | Способный                      |

## Разработка
- Xcode 3 IDE с Interface Builder 3, Инструменты, Dashcode, AppleScript Studio, Automator 2, Shark, Компилятор GCC и набор инструментов (исходный проект FSF.org), DTrace (исходный проект Sun), Полный пакет Java JDK, включая инструменты javac, javadoc, Ant и Maven, Веб-сервер Apache, AppleScript, Среды Ruby и Ruby on Rails, Python, Perl, PHP, SQLite.

## Языки
Поддерживаемые языки в среде Mac OS X 10.6:
Английский, Японский, Французский, Немецкий, Испанский, Итальянский, Нидерландский, Шведский, Датский, Норвежский, Финский, Китайский (традиционный), Китайский (упрощенный), Корейский, Португальский (Бразилия), Португальский (Португалия), Русский, Польский.

## Безопасность
Apple усилила Mac OS X, внедрив защиту стека и поместив в песочницу больше компонентов Mac OS X, таких как декодер H.264 в QuickTime и подключаемые модули браузера в качестве отдельного процесса в Safari. Безопасная виртуальная память была опцией в более ранних выпусках Snow Leopard, но флажок для ее отключения был удален позже. В систему также была добавлена функция защиты от вредоносных программ, которая оповещает пользователя об их обнаружении. В Mac OS X 10.6.8 были добавлены регулярные обновления определений вредоносных программ.
Исследователь компьютерной безопасности Чарли Миллер утверждает, что OS X Snow Leopard более уязвима для атак, чем Microsoft Windows, из-за отсутствия полной рандомизации адресного пространства (ASLR) со времен Mac OS X Leopard, технологии, которую Microsoft начала внедрять в Windows Vista.
Веб-браузер Safari получил обновления до версии 6.0 в Lion и Mountain Lion, но не в Snow Leopard.

### Совместимость
Snow Leopard нарушает совместимость с несколькими старыми версиями некоторых приложений, такими как Parallels Desktop 3.0, версиями Aperture до 2.1.1 и версиями Keynote до 2.0.2, среди прочего программного обеспечения. Apple также опубликовала список приложений с известными проблемами совместимости со Snow Leopard.
Драйверы принтера и сканера, используемые в предыдущих версиях Mac OS X, несовместимы со Snow Leopard и будут заменены во время установки. С момента первоначального выпуска Snow Leopard многие производители предоставили совместимые драйверы, доступные через Software Update. Если собственный драйвер недоступен, Snow Leopard также включает драйверы с открытым исходным кодом CUPS и Gutenprint, которые могут обеспечивать ограниченную функциональность.
В версии 10.6.0 появилась ошибка, из-за которой DNS-запросы часто не возвращали адреса IPv6. Эта ошибка была устранена в версии 10.6.8.

## Восприятие
На WWDC в 2009 году Apple заявила, что Snow Leopard не содержит никаких новых крупных визуальных изменений. Вместо этого релиз фокусируется на доработке операционной системы для обеспечения лучшей производительности.
OSNews сообщает, что Mac OS X Snow Leopard была хорошо принята критиками.
Engadget рассмотрел Snow Leopard и отметил, что цена Snow Leopard снизилась с 129 долларов, которые Apple взимала за предыдущие версии Mac OS X, до 29 долларов. Engadget считает, что это может быть связано с тем, что большинство пользователей не увидят заметных изменений во внешнем виде и работе системы. Однако в большинстве обзоров отмечается значительное улучшение скорости работы собственных приложений Mac OS X, таких как Finder, iCal, Mail и т.д.
Редакторы CNET дали ему 4 звезды из 5, заявив: «Пользователям Intel Mac понравятся продуманные улучшения интерфейса Snow Leopard, а поддержка Exchange просто необходима (особенно с учетом предстоящего Outlook для Mac). Благодаря множеству технологических улучшений Snow Leopard стоит обновления в размере 29 долларов».
21 октября 2009 года блоггер SFGate Йоби Бенджамин написал, что «MacBook Pro, который был предустановлен со Snow Leopard, надирает задницу и является охренительно быстрой машиной», но «когда я попытался обновить один из моих „старых“ MacBook, это была адская катастрофа». Помимо обновления, Бенджамин также попробовал чистую установку, но жаловался на медлительность даже после чистой установки. Он написал: «В итоге я вернулся к OSX 10.5.8» и заключил: «Я, возможно, попробую сделать это снова, но не раньше, чем Apple выпустит по крайней мере 2 крупных обновления исправлений. Если вы хотите бросить кости и попробовать, продолжайте... ваше обновление может сработать, однако случайные установки, которые не работают, нехороши для меня. Урок усвоен — я подожду».
Однопользовательская версия Snow Leopard и версия Family Pack заняли 1 и 2 места соответственно в рейтинге бестселлеров программного обеспечения Amazon.com, когда Apple объявила, что выпустит их в течение недели.
Testmac.com отметил и другие неожиданные улучшения, включая выпуск новой версии Boot Camp, версии 3.0, более чистый, всплывающий процесс обновления программного обеспечения, а также запись экрана и видео в новом проигрывателе QuickTime Player.
BBC сообщила, что ошибка в Mac OS X версий 10.6.0 и 10.6.1, которая в редких случаях приводила к потере данных учетной записи пользователя после использования ранее существующей гостевой учетной записи пользователями, обновившими предыдущую версию Mac OS X, получила широкую огласку. Ошибка была исправлена в версии 10.6.2..

## История релизов
Бывший генеральный директор Apple Стив Джобс анонсировал Snow Leopard на WWDC 9 июня 2008 года, и он был в частном порядке продемонстрирован разработчикам старшим вице-президентом по разработке программного обеспечения Бертраном Серле. В понедельник, 11 мая 2009 года, после сборки 10A354, Apple заморозила код API Snow Leopard. Первая публичная демонстрация была проведена на WWDC 2009 Серле и вице-президентом по разработке Mac OS Крейгом Федериги.
| Версия | Сборка  | Дата                | Версия Darwin | Примечания                                                | Скачать                                                            |
| ------ | ------- | ------------------- | ------------- | --------------------------------------------------------- | ------------------------------------------------------------------ |
| 10.6   | 10А432  | 28 августа 2009 г.  | 10.0          | Оригинальный розничный релиз на DVD                       |                                                                    |
| 10.6   | 10А433  | 28 августа 2009 г.  | 10.0          | Издание для сервера; Оригинальный розничный выпуск на DVD |                                                                    |
| 10.6.1 | 10B504  | 10 сентября 2009 г. | 10.1          | Об обновлении Mac OS X v10.6.1                            | Обновление Mac OS X v10.6.1                                        |
| 10.6.2 | 10C540  | 9 ноября 2009 г.    | 10.2          | Об обновлении Mac OS X v10.6.2                            | Обновление Mac OS X v10.6.2                                        |
| 10.6.3 | 10D573  | 29 марта 2010 г.    | 10.3          | Об обновлении Mac OS X v10.6.3                            | Обновление Mac OS X v10.6.3                                        |
| 10.6.3 | 10D575  | 1 апреля 2010 г.    | 10.3          | Второй розничный релиз DVD                                |                                                                    |
| 10.6.3 | 10D578  | 13 апреля 2010 г.   | 10.3          | Об обновлении Mac OS X v10.6.3; v1.1                      | Обновление Mac OS X v10.6.3 v1.1                                   |
| 10.6.4 | 10F569  | 15 июня 2010 г.     | 10.4          | Об обновлении Mac OS X v10.6.4                            | Обновление Mac OS X v10.6.4                                        |
| 10.6.5 | 10H574  | 10 ноября 2010 г.   | 10.5          | Об обновлении Mac OS X v10.6.5                            | Обновление Mac OS X v10.6.5                                        |
| 10.6.6 | 10J567  | 6 января 2011 г.    | 10.6          | Об обновлении Mac OS X v10.6.6                            | Обновление Mac OS X v10.6.6                                        |
| 10.6.7 | 10J869  | 21 марта 2011 г.    | 10.7          | Об обновлении Mac OS X v10.6.7                            | Обновление Mac OS X v10.6.7                                        |
| 10.6.7 | 10J3250 | 21 марта 2011 г.    | 10.7          | Для Macbook Pro начала 2011 г.                            | Обновление Mac OS X v10.6.7 для MacBook Pro начала 2011 года       |
| 10.6.7 | 10J4138 | 4 мая 2011 г.       | 10.7          | Для iMac 21,5" середины 2011 г.                           | Обновление Mac OS X 10.6.7 для iMac (начало 2011 г.) 1.0           |
| 10.6.8 | 10К540  | 23 июня 2011 г.     | 10.8          | Об обновлении Mac OS X v10.6.8                            | Обновление Mac OS X v10.6.8                                        |
| 10.6.8 | 10К549  | 25 июля 2011 г.     | 10.8          | Об обновлении Mac OS X v10.6.8; v1.1                      | Mac OS X v10.6.8 Обновление v.1.1 Обновление Mac OS X v10.6.8 v1.1 |